# Renzo Pasolini

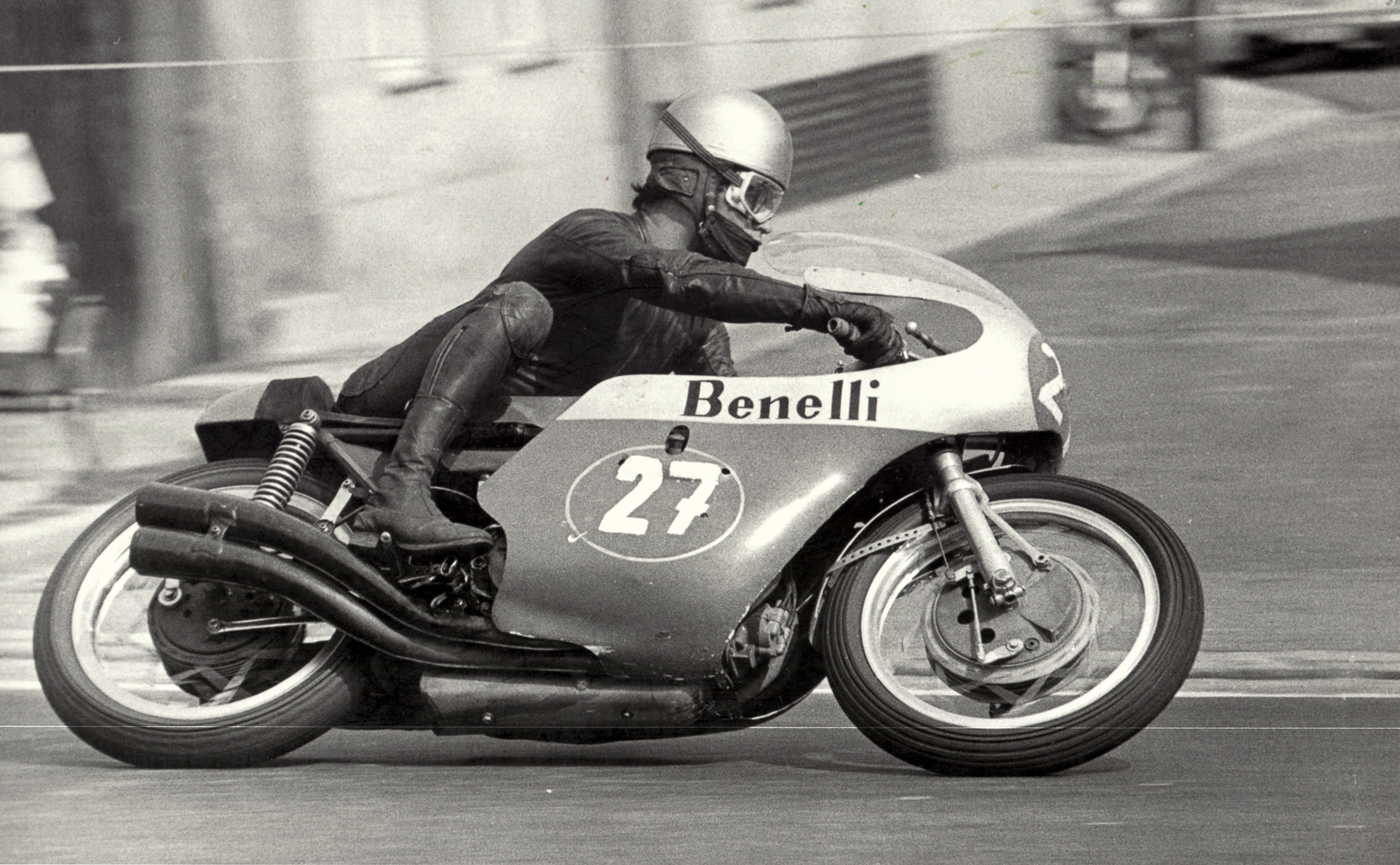
Pasolini 1969 auf 250-cm³-Benelli

Renzo Pasolini (* 18. Juli 1938 in Rimini; † 20. Mai 1973 in Monza) war ein italienischer Motorradrennfahrer.
Pasolini, Spitzname Paso, war als bescheidener, freundlicher Charakter bekannt. Sein Markenzeichen waren seine Brillen, die er auch während der Rennen trug.
Der Italiener galt als Regen-Spezialist und war bei den Fans äußerst beliebt. Pasolini wurde als der einzige Fahrer betrachtet, der im Stande war, Giacomo Agostini, den dominierenden Piloten der damaligen Zeit, herauszufordern. Die Maschinen, auf denen er startete, waren denen seiner Konkurrenten jedoch meist unterlegen, was Pasolini oft dazu zwang, über das Limit zu gehen, und größere Erfolge verhinderte.

## Karriere

### Anfänge
Renzo Pasolini kam 1938 in Rimini zur Welt, sein Vater Massimo war ebenfalls Motorradrennfahrer und hatte 1956 auf einer 75-cm³-Aermacchi einen Geschwindigkeits-Weltrekord aufgestellt. 1949 zog er mit seiner Familie nach Varese in Norditalien, wo er bis zu seinem Tod lebte. Seine aktive Laufbahn begann Pasolini im Alter von 19 Jahren bei lokalen Motocross-Rennen in der Umgebung von Varese, 1958 gewann er die regionale Junioren-Meisterschaft. In den frühen 1960er-Jahren bestritt er mit einer 175-cm³-Aermacchi seine ersten Straßenrennen und maß sich zu dieser Zeit bereits mit dem jungen Giacomo Agostini.

### Motorrad-Weltmeisterschaft
Nachdem er 1963 seinen Militärdienst abgeleistet hatte, während dessen er keine Rennen bestreiten konnte, stieg Renzo Pasolini 1964 in die Motorrad-Weltmeisterschaft ein. Er debütierte mit Platz vier beim Großen Preis der Nationen in Monza auf einer 350-cm³-Aermacchi. Im folgenden Jahr startete er als Aermacchi-Werksfahrer in den Klassen bis 250, 350 und 500 cm³. In der italienischen Meisterschaft wurde Paso 1965 mit Benelli in der 250er-Klasse Zweiter hinter Tarquinio Provini, bei den 350ern belegte er den dritten Gesamtrang.
In der Saison 1966 erreichte Pasolini auf Aermacchi hinter Mike Hailwood und Giacomo Agostini den dritten WM-Rang in der 350er-Klasse. Im August desselben Jahres testete er für Benelli, wo er den bei der Tourist Trophy schwer verunglückten Tarquinio Provini ersetzen sollte. Ab 1968 ging Renzo Pasolini für Benelli an den Start. Bereits im ersten Jahr für den Hersteller aus Pesaro konnte er in der 350er-Klasse hinter Agostini die Vizeweltmeisterschaft einfahren und in der italienischen Meisterschaft die Titel sowohl in der 250-cm³- als auch in der 350-cm³-Klasse gewinnen.
Die Saison 1969 begann für Renzo Pasolini problematisch. Im Training zum Großen Preis von Westdeutschland auf dem Hockenheimring brach er sich bei einem Sturz das Schlüsselbein, was ihn zu einer mehrwöchigen Pause zwang. Beim 250-cm³-Rennen der Dutch TT in Assen gelang ihm später dennoch sein erster Grand-Prix-Sieg. Nach weiteren Siegen beim Großen Preis der DDR auf dem Sachsenring und im tschechoslowakischen Brünn konnte Paso in dieser Saison den vierten Gesamtrang in der 250er-Klasse feiern. In der italienischen Meisterschaft gewann er alle Rennen, bei denen er antrat, und konnte seine beiden Titel souverän verteidigen. 1970 wurde Pasolini mit drei zweiten und einem vierten Platz hinter Giacomo Agostini und Kel Carruthers WM-Dritter in der 350-cm³-Klasse.
Zur Saison 1971 wechselte Renzo Pasolini zurück zu Aermacchi, die nun als Aermacchi-Harley-Davidson starteten und ihm auch eine Stelle als Vertriebsmanager anboten. Obwohl Pasolini bekannt gab, über ein Karriereende nachzudenken, startete er weiterhin bei Rennen. Die Zweizylindermaschine des Herstellers aus Varese stellte sich gegenüber der japanischen Konkurrenz von Yamaha jedoch als unterlegen heraus und Pasolini erreichte bei den 250ern nur den 28. WM-Rang. 1972 war das erfolgreichste Jahr in Pasolinis WM-Laufbahn. In der 250-cm³-Klasse gelangen ihm drei Siege, woraufhin er sich im Endklassement nur dem finnischen Yamaha-Piloten Jarno Saarinen geschlagen geben musste, auf den er am Saisonende nur einen Zähler Rückstand hatte. Bei den 350ern wurde er nach einer konstanten Saison hinter Agostini und Saarinen Dritter.
Im Frühjahr 1973 konnte sich Pasolini auf Harley-Davidson mit Siegen in Riccione und Vallelunga frühzeitig seinen insgesamt sechsten nationalen Meistertitel – diesmal wieder in der 350-cm³-Klasse – sichern. In der 250-cm³-Weltmeisterschaft, in der er in diesem Jahr antrat, verlief der Saisonstart hingegen weniger vielversprechend.

### Tragödie von Monza
Am 20. Mai 1973 kam Renzo Pasolini bei einem schweren Unfall in der ersten Runde des 250-cm³-Laufes zum Nationen-Grand-Prix in Monza, bei dem auch Jarno Saarinen tödlich verunglückte, ums Leben. Die Umstände diese Unglücks, das als eines der schwersten in der Geschichte der Motorrad-WM gilt, sind bis heute nicht restlos aufgeklärt.
In der ersten Runde des 250er-Laufes brach Pasolinis Motorrad, an zweiter Stelle liegend, in der Curva Grande bei ca. 220 km/h nach links aus. Der Italiener wurde in die Streckenbegrenzung geschleudert und war auf der Stelle tot. Sein Motorrad flog in hohem Bogen zurück auf die Strecke und traf Saarinen, der direkt hinter ihm lag, am Kopf. Der Finne wurde dadurch ca. 40 Meter durch die Luft geschleudert und verletzte sich beim Aufprall auf die Strecke ebenfalls tödlich. Das aus Pasolinis Motorrad austretende Benzin setzte die Strecke und die zur Sicherung angebrachten Strohballen in Brand, dennoch kamen die zwölf weiteren in den Sturz involvierten Piloten allesamt mit Knochenbrüchen, Prellungen und Schürfwunden davon.
In den folgenden Stunden entbrannte ein Streit zwischen Fahrern und Rennleitung um den Start der weiteren Rennen, die schließlich abgesagt wurden. Noch am selben Abend wurde auf einer Pressekonferenz erklärt, dass Pasolini den Sturz durch einen Fahrfehler ausgelöst hätte. Sein damaliger Teamchef Gilberto Milani und eine von Sandro Colombo angefertigte Expertise gingen von einem Kolbenklemmer als Unfallursache aus. Andere Quellen führen Pasos Sturz auf die verschmutzte Strecke zurück und geben der Rennleitung die Schuld für das Unglück. Diese hatte es versäumt, im vorhergegangenen 350er-Lauf Walter Villa, der durch einen technischen Defekt an seiner Benelli die Piste mit Öl verunreinigte, aus dem Rennen zu nehmen und die Strecke in der folgenden 30-minütigen Rennpause zu säubern.
Renzo Pasolini hinterließ seine Frau und zwei Kinder und wurde postum italienischer 350-cm³-Meister. In den 51 Grand-Prix-Rennen seiner Karriere erreichte er sechs Siege und 35 Podiumsplatzierungen.

## Erfolge

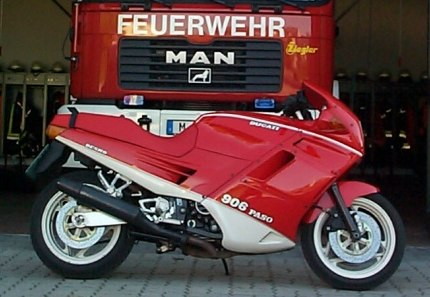
Ducati Paso

- 1968 (mit Benelli)
  - 350-cm³-Vizeweltmeister
  - Italienischer 250-cm³-Meister
  - Italienischer 350-cm³-Meister
- 1969 (auf Benelli)
  - Italienischer 250-cm³-Meister
  - Italienischer 350-cm³-Meister
- 1972 (auf Aermacchi)
  - 250-cm³-Vizeweltmeister
  - Italienischer 250-cm³-Meister
- 1973 (auf Harley-Davidson)
  - Italienischer 350-cm³-Meister
- 6 Grand-Prix-Siege

## Ducati Paso
Im Jahr 1985 präsentierte der italienische Motorradhersteller Ducati eine 750-cm³-Maschine, die von Massimo Tamburini konstruiert worden war und die man in Andenken an Renzo Pasolini Ducati Paso nannte.

## Verweise